# Náměstí I. P. Pavlova
Náměstí I. P. Pavlova se nachází v Praze, na Novém Městě, východní stranou se dotýká Vinohrad. Pojmenováno je po ruském vědci Ivanu Petroviči Pavlovovi. Hovorově se náměstí i zdejší stanice metra a uzel MHD označuje nejčastěji jako Pavlák či Ípák, slangově také Slinták, Slinťák či Slintáč (podle způsobu, jímž I. P. Pavlov zkoumal podmíněné reflexy psů). Jde o jednu z nejrušnějších křižovatek širšího centra Prahy a významný přestupní uzel.

## Historie
Náměstí vzniklo rozparcelováním  fortifikačních pozemků a po odstranění zbytků Slepé brány, která byla součástí barokního novoměstského opevnění. Byla tak nazvána po dvém zaslepení (zazdění) v 17. století, ve starší době se nazývala branou sv. Jana, protože ústila na cestu ke kostelu a osadě sv. Jana Na bojišti, nebo branou Svinskou, protože se za ní pořádaly trhy s prasaty.
Na jih od brány stála do té doby vojenská skladiště zvaná Karlshofer Magazin, s nimiž na ploše dnešního náměstí sousedila kasárna. Náměstí se původně v letech 1897–1925 nazývalo Komenského. V roce 1925 bylo přejmenováno na náměstí Petra Osvoboditele, podle srbského a prvního jugoslávského krále Petra Karađorđeviće. Za německé okupace v letech 1942–1945 se náměstí nazývalo U Slepé brány (německy Am Blinden Tor), po válce se ještě nakrátko vrátil předválečný název. V letech 1948–1952 neslo název náměstí Říjnové revoluce (po Velké říjnové revoluci z roku 1917). Poté bylo pojmenováno po ruském (sovětském) fyziologovi Ivanu Petroviči Pavlovovi a tento název si udrželo i po sametové revoluci.

## Charakter
V současné době je význam náměstí hlavně dopravní: na půdorysu písmene H se zde kříží Severojižní magistrála (dvojice ulic Legerova a Sokolská) a na ni kolmý jednosměrný průtah Ječná–Jugoslávská s obousměrnou tramvajovou tratí, spojující Karlovo náměstí a náměstí Míru. Jde tak o velmi rušnou křižovatku, kde často dochází k dopravním zácpám a nehodám. Vlivem hustého automobilového provozu je zde značné znečištění ovzduší a jedna z nejvyšších koncentrací polétavého prachu v Česku. Většinu plochy náměstí zaujímají jízdní dráhy, pouze v severní části se nachází pruh se zelení a stromy, pozůstatek parku kdysi symetrického a po severní i jižní straně lemovaného stromořadím.
Pod náměstím se nachází stanice metra I. P. Pavlova (linka C), z níž vedou čtyři výstupy, z většiny umístěné v ústí Jugoslávské ulice, blíže k zastávkám tramvaje. Ty ačkoliv nesou také název I. P. Pavlova, nacházejí se spíše na sousedním Tylově náměstí, kde je uzel několika tratí, a některé až za rohem v ulici Bělehradské. Přímo na náměstí I. P. Pavlova ústí jen výstup E4, a to v jeho jihovýchodní části. Pro cestu směrem na Nové Město tak chodci musí přejít magistrálu.

## Významné objekty
- Nárožní činžovní dům čp. 1827/II, I. P. Pavlova 5 / Legerova 53 (jižní fronta náměstí), bývalý Hotel Gráf, po znárodnění v roce 1948 přejmenovaný na Hotel Kriváň; čtyřpatrový dům s novobarokní štukovou fasádou a věžičkou s bání, na jejímž vrcholu bývala podle Františka Rutha ještě figurka génia.[1] Čtyřpatrový dům byl postaven roku 1896 podle plánů architekta Bohdana Pudlače[4] pro hoteliéra Alfreda Gráfa (1872–1931), v přízemí byla kavárna a restaurace.[5] Její název byl po roce 1995 přenesen na restauraci v přízemí sousedního domu čp. 1789/II, který je s domem čp. 1827 propojen.
- Měšťanský dům Štefánikův čp. 486/II, Sokolská 33 (JZ roh náměstí), postaven roku 1930 podle projektu Jana Zázvorky. Nyní Hotel Legie a sídlo Čs. obce legionářské s Muzeem čs. legií.[6]

### V nejbližším okolí
- Národní lékařská knihovna (Sokolská 31 a 54)